# Congregatie van het Onbevlekt Hart van Maria

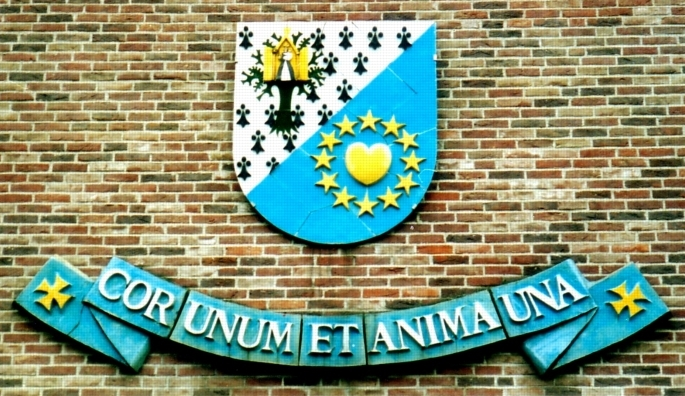
De leuze van de congregatie: "Eén van hart en één van geest."

De Congregatie van het Onbevlekt Hart van Maria (Latijn: Congregatio Immaculati Cordis Mariae, afkorting CICM), ook bekend als de missionarissen van Scheut, is een katholieke congregatie van religieuze missionarissen. 
De congregatie werd opgericht in 1862 door de Vlaamse priester Theophiel Verbist. Het Latijnse motto van de congregatie luidt: Cor unum et anima una (Eén van hart en één van geest) naar de Handelingen van de Apostelen (4,32).

## Naamgeving
De missionarissen worden wel 'van Scheut' of gewoon 'Scheutisten' genoemd omdat hun eerste woning gelegen was aan de Ninoofsesteenweg in een deel van Anderlecht, dat Scheut en Scheutveld heet. Daaraan herinnert ook de Duitse benaming: die Scheutvelder Missionare.
Sedert het midden van de 20e eeuw traden kandidaten van niet-Europese origine in de congregatie in. Dit leidde tot hernieuwde naamgeving. Meestal spreekt men over CICM-missionarissen, dus naar de Latijnse naam, terwijl zij in de Verenigde Staten Missionhurst Missionaries worden genoemd, naar de plaats van het centrale huis in Arlington (Virginia).

## Missiegebieden

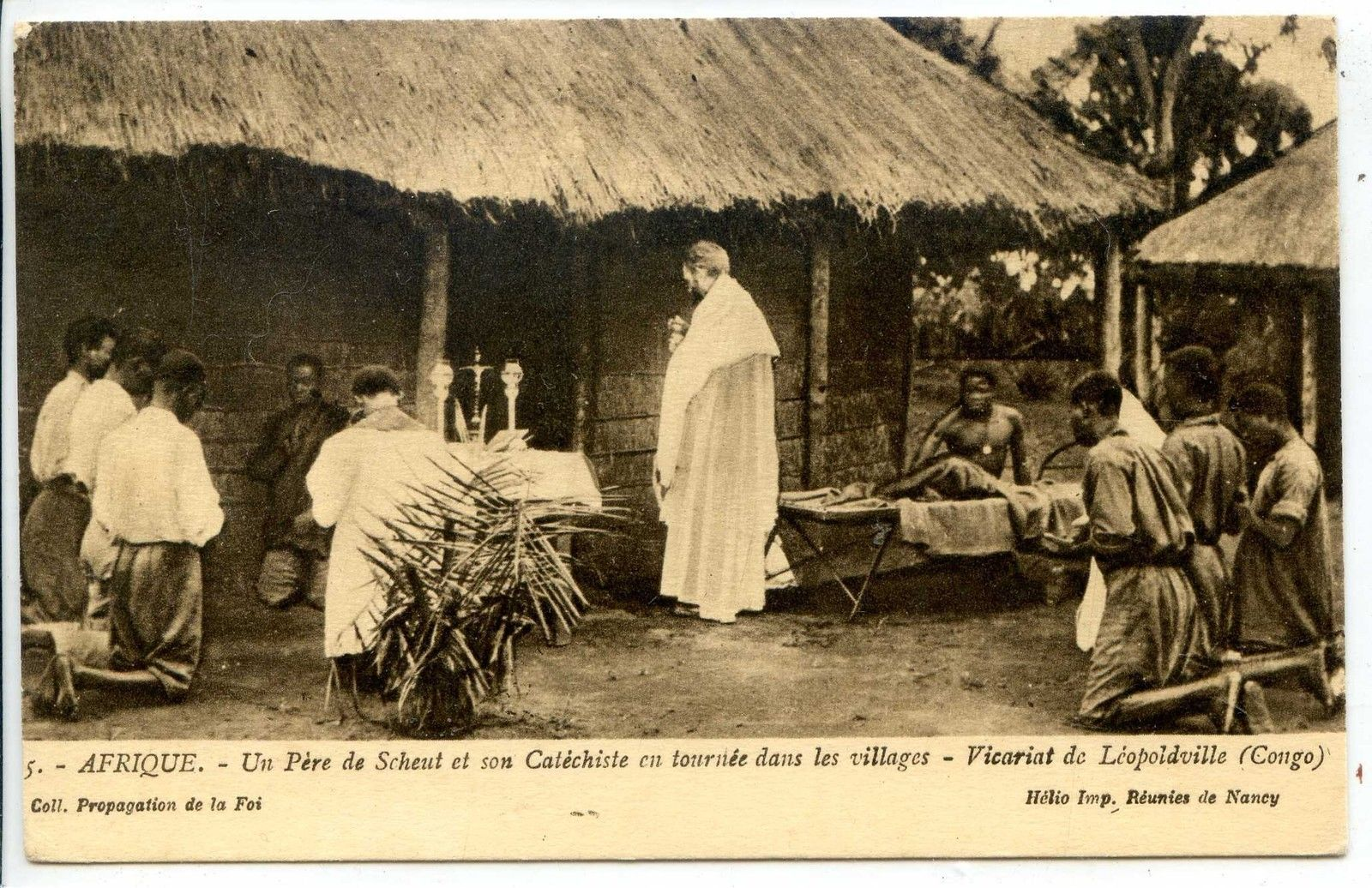
Missionarissen van Scheut op tournee in de buurt van Léopoldville, Belgisch-Congo (circa 1920).

De congregatie legde zich toe op het vormen en uitzenden van priesters die het geloof wilden prediken bij de niet-christenen, voornamelijk in China. Begin 1865 belastte de Heilige Congregatie voor de Voortplanting van het Geloof de missionarissen van Scheut met de missionering van Binnen-Mongolië, in het noorden van China. 
Na herhaaldelijk aandringen van koning Leopold II aanvaardde de congregatie uiteindelijk ook missionarissen te sturen naar het apostolisch vicariaat van de Kongo-Vrijstaat. De eerste missionarissen vertrokken in 1888. Later zou het hele gebied van Centraal-Afrika worden bestreken voor evangelisatie.
Scheutisten zijn of waren actief in de volgende landen: 
- In Afrika: Angola, Congo-Kinshasa, Kameroen, Nigeria, Senegal, Tsjaad en Zambia
- In Amerika: Brazilië, Dominicaanse Republiek, Guatemala, Haïti, Mexico en de Verenigde Staten
- In Azië: Filipijnen, Hongkong, Indonesië, Japan, Mongolië, Taiwan en Singapore
- In Europa: België, Nederland, Frankrijk en Italië

## Omvang
Op 1 januari 2002 telde de congregatie 1173 leden, verspreid over 25 landen op vier continenten. Op 1 januari 2018 waren het er nog 797.
Eind 2017 vormde de scheutisten de grootste groep mannelijke religieuzen in Vlaanderen. Op dat moment telde de Vlaamse tak van de congregatie nog 174 leden; de meesten van hen waren bejaarde missionarissen.

## Chinese missie

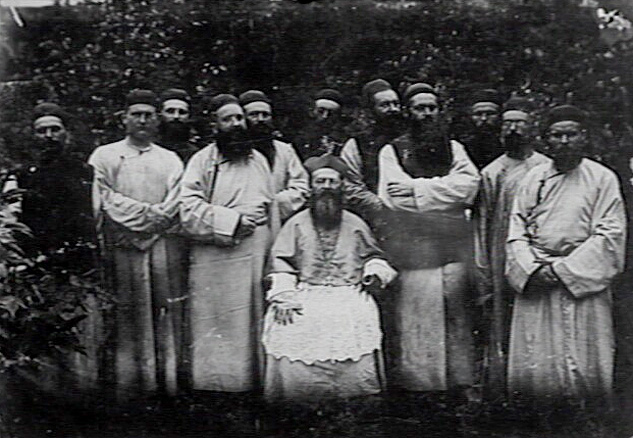
De Nederlandse apostolisch vicaris Theodoor Rutjes te midden van andere Scheutisten rond 1885 in Binnen-Mongolië

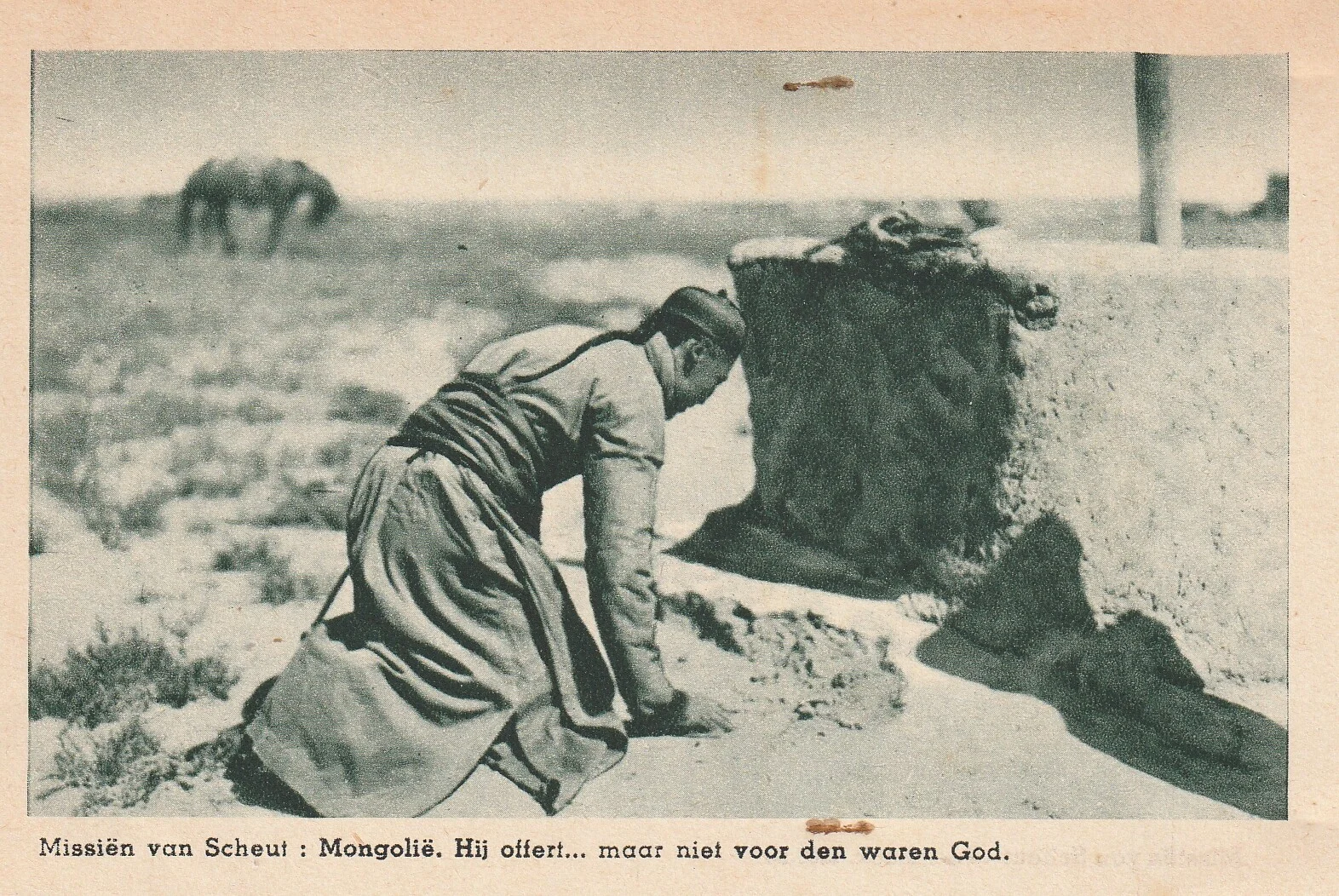
Postkaart van de Scheutisten in Mongolië, "Hij offert... maar niet voor den waren God."

De congregatie werd opgericht ten behoeve van de missionering in China. De Propaganda Fide had het gebied van de huidige Chinese provincie Binnen-Mongolië toegewezen aan de Vlaamse congregatie. Vanaf het begin waren ook Nederlandse priesters bij de activiteiten betrokken. Een aantal missionarissen, waaronder bisschop Ferdinand Hamer, kwam tijdens de Bokseropstand (1899-1901) om het leven.
Op 25 augustus 1865 vertrokken de eerste scheutisten naar Rome. Verbist, Van Segvelt, Vranckx, Hamer en Paul Splingaerd, een knecht, werden door paus Pius IX in een speciale audiëntie ontvangen. Via Caïro en Hongkong reisde de groep verder naar Shanghai, alwaar ze per opiumschip naar de Noord-Chinese kust werden gebracht. Op 5 december 1865 bereikten zij hun voorlopige doel, Xiwantsi, een katholiek dorpje in Binnen-Mongolië waar zij de missieopdracht overnamen van de Franse Lazaristen.
In januari 1866 werd Hamer door de algemeen-overste en pro-vicaris Verbist uitgezonden om samen met een Chinese priester het oostelijk deel van het missiegebied te verkennen en zich daar als missionaris te vestigen. Daar werd een missiepost van de Lazaren overgenomen, dat  de naam O.-L.-V. ten Pijnbomen kreeg. Van Segvelt werd pastoor van het oosten van Binnen-Mongolië. De missie richtte zich niet direct op de Mongolen, maar op Chinese boeren die uit economische noodzaak hierheen getrokken waren.
Het kostte de missionarissen behoorlijk wat tijd om aan te passen. De taal moest geleerd worden, men kreeg te maken met extreem koude en lange winters en hete, korte zomers, vreemde gewoontes, ander eten en andere kleding. Met name de ouderen pasten zich weinig aan. Door hun Europese leefwijze leefden ze ongezond. In het voorjaar van 1867 stierf Van Segvelt aan vlektyfus en Verbist overleed binnen een jaar aan diezelfde ziekte. In deze periode arriveerde de tweede zending missionarissen, te weten de paters Remi Verlinden, Auguste Thys, Martin Guisset en Willem Meijer en de broeder Florent Franzenbach. Daarna werden jaarlijks nieuwe missionarissen ingezonden.
Na een kort interim-bestuur van de Nederlandse ex-Lazarist Antoon Smorenburg benoemde men Hamer in 1869 tot waarnemend pro-vicaris en daarmee dus leider van de scheutisten in China. Nadat Bax in 1871 arriveerde, kon Hamer zijn taak als missionaris weer oppakken. Bax werd in 1874 als eerste scheutist door de Heilige Stoel als bisschop benoemd.
In 1878 breidde Rome het missiegebied van de congregatie uit met het gebied van de huidige provincies Gansu, Qinghai en Sinkiang. Op voordracht van algemeen-overste Vranckx benoemde Paus Leo XIII Hamer tot eerste bisschop van dit zeer uitgestrekte gebied. Er waren velerlei problemen. Een zojuist onderdrukte moslimopstand, miljoenen doden in de twaalf jaren voor de komst van de scheutisten, niet-meewerkende autoriteiten, het zat de missionarissen niet mee.
Het beleid van de congregatie was gebaseerd op het voorbeeld van de jezuïeten tijdens hun activiteiten in de zeventiende en begin achttiende eeuw in Paraguay. De congregatie verwierf zeggenschap over landbouwgronden en gaf die ter bewerking uit aan straatarme boerengezinnen, die zich in ruil daarvoor dienden te bekeren. Er werden landbouwgemeenschappen gesticht met versterkte plaatsen en eigen bedrijven.

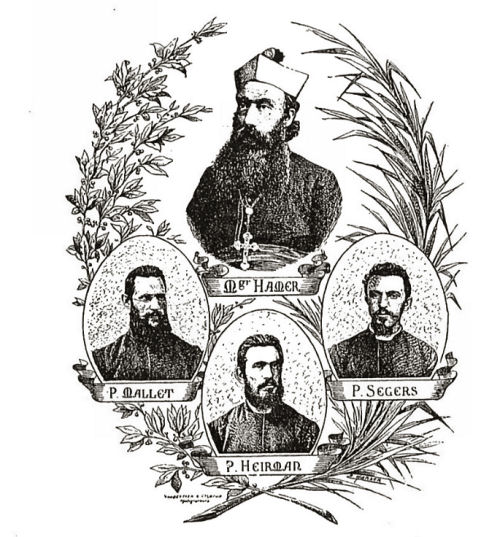
Missionarissen van de Scheutisten als martelaren van de Bokseropstand

Het missiegebied werd in 1883 opgesplitst in drie bisdommen. Alfons De Vos werd tot bisschop benoemd, maar slaagde er niet in om eenheid onder de missionarissen tot stand te brengen. In juli 1888 overleed De Vos plotseling en werd Hamer zijn opvolger. Hij keerde eerst terug naar Europa, waar hij in conflict kwam met de algemeen-overste Van Aertselaer over het te voeren beleid. Hamers eigen congregatie steunde hem niet meer en ook zijn confraters hadden maar weinig op met Hamers ideeën. Een van hen was Paul-Piet Hendriks, die na een conflict met de leiding van de congregatie in 1887 uit de congregatie werd gezet.
In 1891 stelde Van Aertselaer zonder medeweten van Hamer Alfons Bermijn aan als missieprovinciaal. Bermijn verwierf grote bevoegdheden na wijziging van de statuten. Zijn aanpak sloot aan op het westerse imperialisme. Bisschop Hamer voelde zich geïsoleerd en vroeg ontslag aan in Rome. Na drie jaar wachten was het antwoord van de paus hierop negatief. 
De problemen in de missie groeiden ondertussen. Behalve de steeds terugkerende vlektyfus en andere ziekten, hongersnood en opstanden, waren er ook financiële problemen. Bermijn en de zijnen, de zogenoemde 'IJzeren brigade', stelden zich steeds agressiever op tegenover Chinese autoriteiten. Hij wilde nog meer land afdwingen ten behoeve van zijn bekeerlingen. Dat riep grote weerstand op. Meer in het algemeen was er eind negentiende eeuw met name in het noorden van China sprake van een mengsel van grote sociale onrust, chaos en een buitengewoon zwakke Chinese regering, die in de ogen van veel Chinezen aan de leiband van agressieve buitenlandse machten liep. Dit explodeerde in de Bokseropstand van 1900. 
Op 18 mei 1900 gebeurde het nabij Hamer's bisschoppelijke residentie Ershisiqingdi dat Chinese boeren door missionarissen van de IJzeren Brigade en een groep christenen van hun land werden gezet. Hierbij vielen verscheidene doden. Dit zette kwaad bloed bij de bevolking en de autoriteiten, en bevorderde de aanhang van de Boksers. De acties van de Boksers richtten zich vooral op westerlingen en Chinese christenen. Ongeveer 100 katholieke missionarissen en 30.000 Chinese katholieken werden vermoord. Daaronder waren 9 van de ongeveer 100 missionarissen van de Scheutisten die in 1900 in China werkzaam waren. Deze negen missionarissen werden allen omgebracht in Binnen-Mongolië.
Na de Tweede Wereldoorlog en het aan de macht komen van Mao Zedong moesten de missionarissen van Scheut het land verlaten.
In het Missiehuis van Scheut te Brussel is een China-museum ingericht.

## Personen[6]
Eerste zending naar China (1865):
- Theophiel Verbist (1823-1868), ordestichter
- Ferdinand Hamer (NL)[7] (1840-1900), missiebisschop
- Paul Splingaerd (1842-1906)
- Aloïs van Segvelt (1826-1867)
- Frans Vranckx (1830-1911)

Tweede zending  naar China (1866):
- Willem Meijer (NL) (1838-1909)[3][7]
- Rémi Verlinden (1830-1892), medestichter van de orde[8]
- Jan-August Thys, wende niet en keerde terug naar België.[9]
- Martin Guisset (1836-1919)[10]
- Florent Franzenbach, lekehelper. Weggestuurd na klachten van Verbist[11]

Derde (en voorlopige laatste) zending naar China (1867):
- Theodoor Rutjes (NL) (1844-1896), missiebisschop[13]
- Lambert Van Avezaath (NL), verliet de congregatie uiteindelijk.[4]
- Antoon Smorenburg (1827-1904)

Andere Scheutisten actief in China gedurende de jaren 1860:
- Alfons De Vos (1840-1888)
- Gerard Muiteman (NL) (1842-1877)[7]
- Andreas Joannes Jansen (NL) (?-1913)[7]

Zending van 1881 naar China: 
- Conrad Abels (1856-1942), missiebisschop
- Hubert Kallen (1871-1902)
- Constant De Deken (1852-1896)
- Henri van Damme
- Alexandre Clerbaux

Andere leden van het CICM:
- Jacobus Bax (1824-1895), missiebisschop[14]
- Jeroom Van Aertselaer (1845-1924), missiebisschop
- Paul-Piet Hendriks (1846-1906)
- Alfons Bermijn (1853-1915)
- Henri Raymakers (1860-1928), provinciaal
- Louis Van Dyck (1862-1937)[15]
- Joseph Dobbe (1864-1900)
- Jozef Segers (1868-1900)
- Jan Mallet (1870-1900)
- Gijsbertus Jaspers (1871-1900)
- Andreas Zijlmans (1873-1900)
- Leo Bittremieux (1880-1946)
- Raphaël de la Kethulle de Ryhove (1890-1956)
- Jozef Raskin (1892-1943)
- Gustaaf Drossens (1892-1962)
- Dries Van Coillie (1912-1998)
- Marcel Henrix (1928-2015)
- Serge Berten (1952-1982?)